# Мартинівська сільська рада (Тростянецький район)
Марти́нівська сільська́ ра́да — колишній орган місцевого самоврядування у Тростянецькому районі Сумської області. Адміністративний центр — село Мартинівка.

## Загальні відомості
- Населення ради: 779 осіб (станом на 2001 рік)

## Населені пункти
Сільській раді підпорядковані населені пункти:
- с. Мартинівка
- с. Артемо-Растівка
- с. Золотарівка

### Колишні населені пункти
- с. Хмелівець, 2009 року зняте з обліку

## Склад ради
Рада складалася з 12 депутатів та голови.
- Голова ради: Галицький Микола Олександрович
- Секретар ради: Пономаренко Людмила Іванівна

### Керівний склад попередніх скликань
| Прізвище, ім'я, по батькові    | Основні відомості                                                 | Дата обрання | Дата звільнення |
| ------------------------------ | ----------------------------------------------------------------- | ------------ | --------------- |
| Галицький Микола Олександрович | Сільський голова, 1956 року народження, освіта вища               | 26.03.2006   | 31.10.2010      |
| Галицький Микола Олександрович | Сільський голова, 1956 року народження, освіта вища, безпартійний | 31.10.2010   |                 |

Примітка: таблиця складена за даними сайту Верховної Ради України